# Hippopotamus (gen)
Hippopotamus este un gen de mamifere din ordinul Artiodactyla, familia Hippopotamidae, care conține o specie în viață, Hippopotamus amphibius, și câteva specii discpărute.

## Specii
- †Hippopotamus aethiopicus
- Hippopotamus amphibius
- †Hippopotamus antiquus
- †Hippopotamus behemoth
- †Hippopotamus creutzburgi
- †Hippopotamus gorgops
- †Hippopotamus kaisensis
- †Hippopotamus laloumena
- †Hippopotamus lemerlei
- †Hippopotamus madagascariensis
- †Hippopotamus major
- †Hippopotamus melitensis
- †Hippopotamus minor
- †Hippopotamus pentlandi
- †Hippopotamus sirensis